# August Labitzky

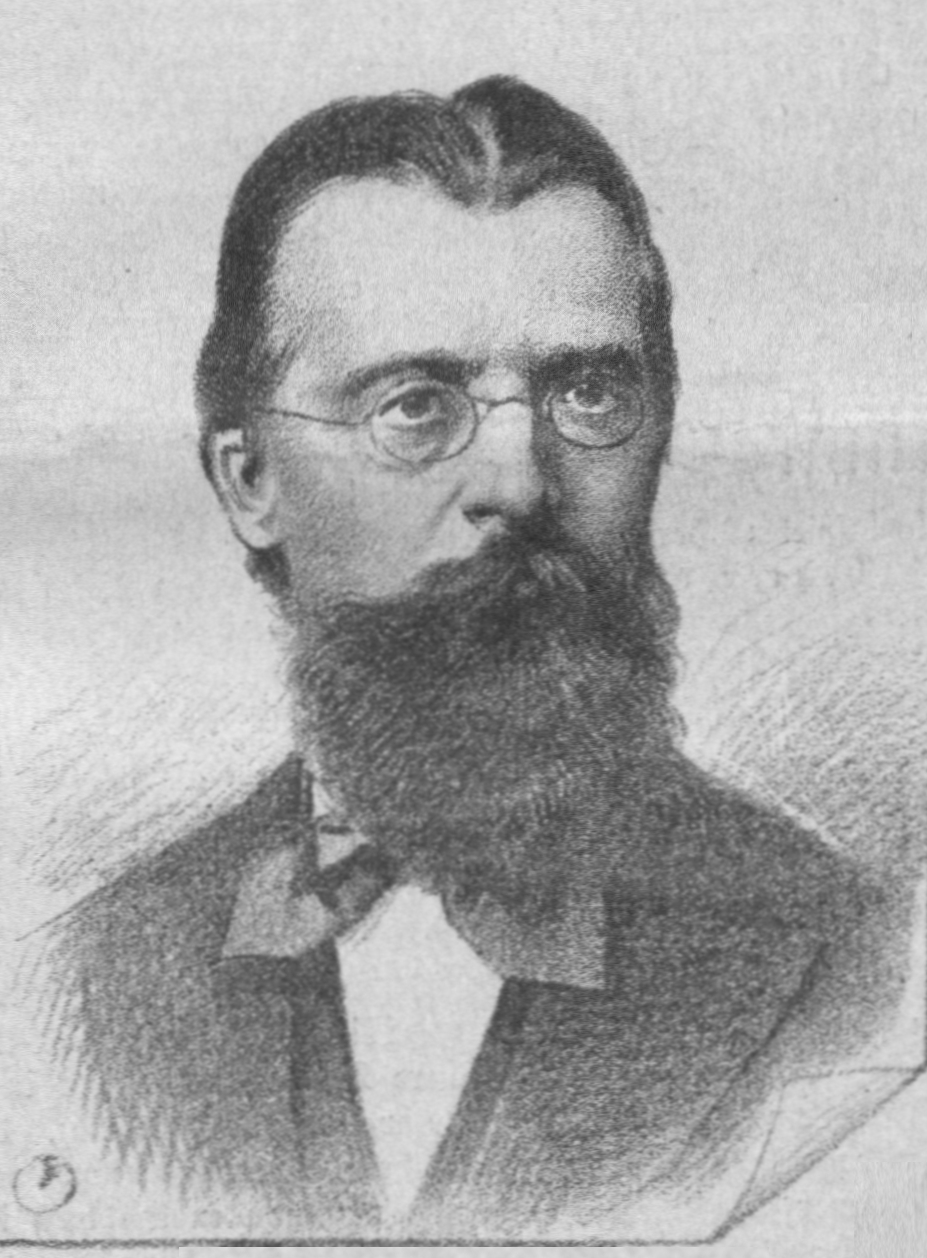
Ignaz Eigner: August Labitzky (1891)

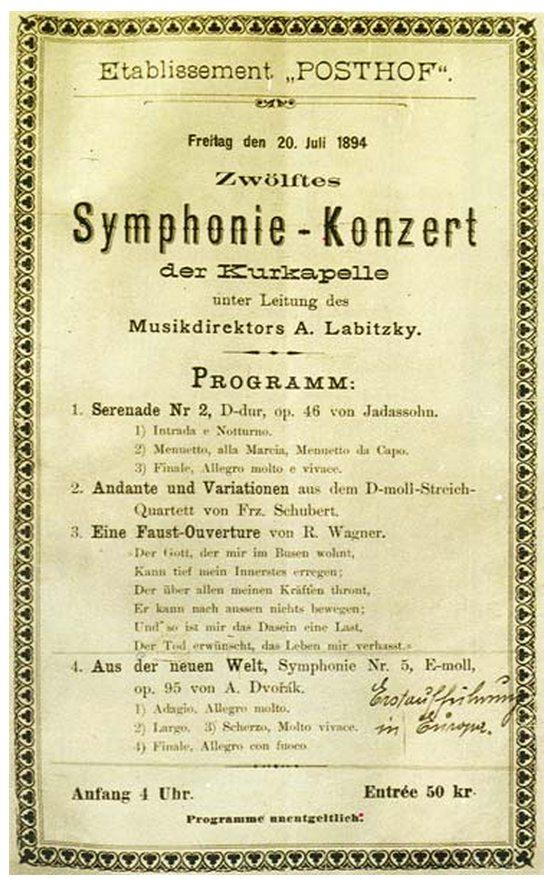
Programmzettel der europäischen Erstaufführung der 9. Sinfonie „Aus der Neuen Welt“ von Antonín Dvořák

Karl August Labitzky (* 22. Oktober 1832 in Petschau; † 29. August 1903 in Bad Reichenhall) war Komponist und Kapellmeister in Karlsbad, Österreich-Ungarn.

## Leben und Leistungen
August Labitzky wurde von seinem Vater, dem Kapellmeister Joseph Labitzky im Jahr 1845 zur weiteren musikalischen Ausbildung (Violine) in das Prager Konservatorium eingeschult, wo sein älterer Bruder Wilhelm schon seit zwei Jahren eine Ausbildung erhielt. Beide blieben dort bis 1849 und traten dann als Solisten in das von ihrem Vater geführte Kurorchester in Karlsbad ein, begannen 1850 auch eigene Konzerte zu geben und hatten zwei Jahre später ein erstes eigenes Orchester zusammengestellt, mit dem sie auf große Auslandstournee gingen und unter anderem bei einem Ball im Buckingham-Palast in London auftraten, wo sie auch die Kompositionen ihres Vaters aufführten. August Labitzky war zu diesem Zeitpunkt noch nicht ganz 20 Jahre alt. In den folgenden Jahren festigte er sein Ansehen als Musiker in Karlsbad, führte aber auch weitere Konzertreisen durch.
Im Jahre 1868 übernahm er die Leitung des Karlsbader Kurorchesters von seinem Vater, wobei er sich gegenüber seinem älteren Bruder Wilhelm Labitzky (1829–1871) durchsetzte, der danach nach Kanada ging und Domkapellmeister in Toronto wurde.
Während sein Vater Joseph das Karlsbader Kurorchester vor allem auf hochwertige Tanzmusik  geschult hatte, richtete August Labitzky seine Schwerpunkte in der Darbietung auch auf weitere Musikrichtungen, brachte einen neuen Stil in das Orchester ein und bereitete es auf die Aufführung symphonischer Werke vor. Er erweiterte das Repertoire mit Kompositionen zeitgenössischer Komponisten und dirigierte 1894 die europäische Erstaufführung von Antonín Dvořáks Symphonie Aus der Neuen Welt. Er vergrößerte das Orchester und übernahm neben den Auftritten im Kurorchester auch die musikalische Leitung am Karlsbader Stadttheater. Er ist der Komponist von 93 Orchesterwerken, Tanzkompositionen oder Märschen und wurde mit zahlreichen in- und ausländischen Orden geehrt.
Seine Kompositionen haben die Titel: Brandau-Walzer; Erbprinz-Georg-Marsch; Großfürst-Wladimir-Marsch; Von Nord nach Süd, Galopp; Bleib Du mir gut, Polka; Mecklenburg-Schwerin-Grenadier-Marsch; Don Pedro-Festmarsch; Caprice für kleines Orchester; Am Königsee; Addio miao bell arco, Romance; Ouvertüre zu Jagd Kaiser Karl IV.; La Moskowit, Polka u. a.